# XO-1b
XO-1b هو كوكب خارج المجموعة الشمسية يقع على بعد يقدر بحوالي 560 سنة ضوئية في كوكبة الإكليل الشمالي
 اكتشف في 18 مايو 2006 من قبل الفلكي بيتر ماكولو
 حول نجم من نجوم النسق الأساسي النوع-G يطلق علية XO-1.

## الاكتشاف
في عام 2006 أعلن فريق مشروع XO وهو فريق دولي مكون من علماء فلك هواة ومهنيين مكلف بتحديد الكواكب خارج المجموعة الشمسية بقيادة بيتر ماكولو من معهد مراصد علوم الفضاء عن اكتشاف كوكب بحجم المشتري، سمي في وقت لاحق XO-1b، يدور حول نجم يشبة الشمس في مدار قريب للغاية يستغرق أربعة أيام حول النجم الأم.
اكتشف فريق ماكولو هذا الكوكب باستخدام أسلوب العبور من خلال قياس الانخفاض الطفيف في ضوء النجم أثناء مرور الكوكب امام النجم وكشفت عمليات الرصد انخفاض ضوء النجم بنحو 2 في المئة أثناء عبور الكوكب. وقد رصد عبور ثانوي ومنحنى طور هذا الكوكب.
أكد فريق ماكولو وجود هذا الكوكب باستخدام تلسكوب هارلان جي سميث وتلسكوب هوبي-إبرلي في مرصد ماكدونالد التابع لجامعة تكساس في أوستن عن طريق قياس التمايل الطفيف للنجم الناجم عن الكوكب. مكنت طريقة السرعة الشعاعية فريق ماكولو من حساب كتلة دقيقة للكوكب نحو 0.913 كتلة مشترية بمعنى أنها أقل بقليل من كتلة كوكب المشتري.